# توبياس كارلسون
توبياس كارلسون (بالسويدية: Tobias Carlsson) مواليد 25 فبراير 1975 في السويد، هو لاعب كرة قدم سويدي سابق كان يلعب كمدافع.

## المسيرة الاحترافية

### أندية لعب لها
- نادي كالمار
- نادي مولده

## روابط خارجية
- توبياس كارلسون على موقع اتحاد السويد (السويدية)
- توبياس كارلسون على موقع قاعدة بيانات كرة القدم.إي يو (الإنجليزية)
- توبياس كارلسون على موقع عالم كرة القدم.نت (الإنجليزية)